# عملية سائق العربة
عملية سائق العربة هي عبارة عن سلسلة تتكون من 16 تجربة نووية أجرتها الولايات المتحدة بين عامي 1985-1986 في موقع اختبار نيفادا. سبقت هذه الاختبارات سلسلة عملية رامي القنابل وتلتها سلسلة عملية الفارس.